# Кілограм
Кілогра́м (англ. kilogram, kilogramme) — одиниця вимірювання маси в Міжнародній системі одиниць (SI) та деяких інших метричних системах. За попереднім означенням, прийнятим III Генеральною конференцією з мір і ваг (ГКМВ) у 1901 році: один кілограм є одиницею маси, що дорівнює масі міжнародного прототипу кілограма.
Чинне визначення (2018):
| кілограм визначається через сталу Планка h, яка точно дорівнює 6,62607015×10−34 Дж⋅с (кг⋅м2⋅с−1), та визначення метра і секунди. |

Тут метр визначається фіксацією числового значення швидкості світла у вакуумі c = 299 792 458 в одиницях м⋅с−1, а секунда визначається через частоту випромінювання {\displaystyle \Delta \nu _{Cs}} що відповідає переходу між двома надтонкими рівнями основного стану атома цезію-133.
Визначений у цих одиницях кілограм записується так:
кг = (299792458)2/(662607015×10−34)(9192631770)hΔνCs/c2 = 917097121160018/621541050725904751042hΔνCs/c2 ≈ (1475521399735270×1040)hΔνCs/c2.
Крім цього, кілограм входить до числа семи основних одиниць SI, через які визначаються інші одиниці цієї системи, а також належить до числа основних одиниць у системах МКС, МКСА, МКГСС. Він є єдиною одиницею SI з префіксом. Одиниця маси без префіксу — грам — дорівнює одній тисячній кілограма. Скорочено кілограм позначається малими літерами кг, міжнародне позначення kg.
Кілограм є одиницею маси, а не ваги, хоча в повсякденному вжитку поняття маси й ваги часто ототожнюють. Одиницею вимірювання сили (а вага — це сила, з якою тіло діє на опору або підвіс) у системі SI є ньютон.
Оскільки маса прототипу кілограма змінюється з часом, а точне визначення основної одиниці SI важливе для точних вимірювань багатьох фізичних величин, у 2005 році Міжнародний комітет мір і ваг ухвалив рішення про необхідність перевизначення кілограма через фундаментальні фізичні сталі. XXVI Генеральна конференція з мір і ваг (13—16 листопада 2018 року) схвалила нове визначення кілограма, засноване на фіксації чисельного значення постійної Планка. Рішення набуло чинності 20 травня 2019 року. За цього з практичної точки зору значення кілограма як одиниці вимірювання не змінюється, але існуючий «прототип» (еталон) більше не визначатиме кілограм, а буде переданий до музею.

## Етимологія терміна та варіанти його вживання
Слово «кілограм» має походження від фр. kilogramme, яке, своєю чергою, утворилося від слів грец. χίλιοι (chilioi), що означає «тисяча», та грец. γράμμα (gramma), що означає «маленька вага». Слово «kilogramme» було закріплене у французькій мові у 1795 році. Французький варіант написання слова перейшов у Велику Британію, де вперше був використаний у 1797 році, тоді як у США слово було узаконене у формі «kilogram». У Великій Британії використовуються обидва варіанти написання, хоча варіант «kilogram» стає поширенішим. Написання kilogram є сучасною формою, яка застосовується Міжнародним бюро мір і ваг, Національним інститутом стандартів і технології (NIST), Національним метрологічним бюро Великої Британії, Національною науково-дослідницькою радою Канади та Національним інститутом вимірювань Австралії. Положення про міри й ваги у Великій Британії не забороняє використання обох варіантів написань.
У XIX столітті французьке слово «kilo», як скорочення від «kilogramme», було запозичене в англійську, де стало використовуватись для означення як кілограмів, так і кілометрів. У той час як використання «kilo» було прийнятним у загальних випадках, наприклад у журнальних публікаціях (The Economist), його використання зазвичай вважається недопустимим у певних галузях, як-от наукові публікації, тексти законів чи технічна документація, де автори зобов'язані дотримуватись правил SI. Коли Конгрес США легалізував метричну систему у 1866 році, він дозволив використання слова «kilo» як альтернативу до слова «kilogram», але у 1990 році це рішення було скасоване.

## Історія
Сучасний кілограм бере свій початок в епоху Просвітництва та Французької революції. У 1790 р. впливовий французький політик і дипломат Талейран-Перігор закликав створити нову систему одиниць вимірювання, що включає одиницю довжини, отриману з незмінної довжини в природі, і одиницю маси (тоді ваги), рівну масі одиниці об'єму води. У 1791 р. Комісія мір і ваг, призначена Французькою академією наук, вибрала одну десятимільйонну половини довжини меридіана як одиницю довжини і назвала її метром. Спочатку тимчасово використовувалося значення меридіана, отримане на основі вимірювання, проведеного в 1740 р. Луї де Лакайлем. У 1793 році Комісія визначила одиницю маси як масу кубічного дециметра дистильованої води за температури 0 °С і дала їй назву грав. Дві додаткові одиниці — гравет (0,001 грава) та бар (1000 грав) — були додані, щоб охопити той самий діапазон, що й старі одиниці, що призвело до наступного десяткового ряду одиниць: мілігравет, сантигравет, децигравет, гравет, сантиграв, дециграв, грав, сантибар, децибар, бар. Зв'язок із звичною одиницею маси (гран), що використовувалась на той час у Франції, був встановлений Лавуазьє та Аюї: 1 грав = 18841 гран.
Оскільки еталон одиниці маси на основі води був би незручним і нестабільним, регулювання торгівлі вимагало практичнішої реалізації визначення одиниці маси. Тому еталон одиниці маси грава був виготовлений як цілісний металевий артефакт.
7 квітня 1795 року було проголошено нову одиницю грам як «абсолютну вагу об'єму води, рівному кубу одної сотої частини метра за температури плавлення льоду». Також було замінено назви інших одиниць — гравета, грава та бара. Новий грам дорівнював старому гравету. Чотири нові префікси (дека-, гекто-, кіло- та міріа-) були додані до метричної системи, щоб охопити майже той самий діапазон одиниць, що і в 1793 році (міліграм, сантиграм, дециграм, грам, декаграм, гектограм, кілограм, міріаграм). Латунний прототип грава був перейменований на попередній кілограм. Кілограм за такого означення був кратною граму одиницею, рівною тисячі грамів. З огляду на те, що еталон у вигляді певної кількості води був ненадійним, постала проблема його практичної реалізації. Було виготовлено тимчасовий металевий еталон вагою у 1000 грамів. Водночас було поставлено завдання точного вимірювання маси одного кубічного дециметра, тобто літра, води.
Після кількох років досліджень французький хімік Луї Лефевр-Жіно та італійський натураліст Джовані Фабброні дійшли висновку, що найточніше визначення буде не за температури плавлення льоду (0 °C) а за температури −4 °C, за якої густина води найбільша . Визначена маса становила 99,9265 % тимчасового еталона. 1799 року було виготовлено платиновий еталон, маса якого відповідала масі літра води за температури 4 °C. Цей кілограм отримав назву кілограма архіву і слугував еталоном впродовж наступних 90 років.

## Міжнародний прототип кілограма

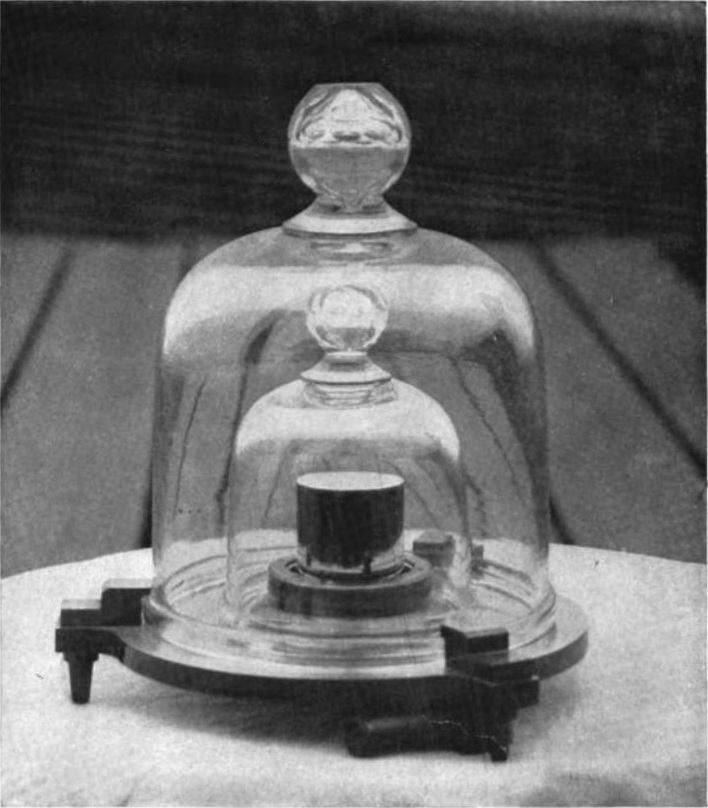
Один з еталонів кілограма (США)

1875 року 17 країн світу підписали Метричну конвенцію, яка започаткувала процес створення міжнародної системи одиниць. На виконання цієї домовленості було виготовлено новий Міжнародний прототип кілограма.
Сучасним еталоном кілограма була циліндрична гиря висотою і діаметром 39 міліметрів, що зберігається в Міжнародному бюро мір і ваг у Севрі (передмістя Парижа, Франція). Цю гирю відлито 1879 року зі сплаву платини (90 %) та іридію (10 %), вперше виготовленого французьким хіміком Сент-Клер Девілем 1872 року. Завдяки використанню сплаву платини й іридію збільшилася твердість зразка.
Прототип було затверджено I Генеральною конференцією мір і ваг 1889 року.
Крім власне прототипу, що носить назву IPK (англ. international prototype kilogram), у Міжнародному бюро мір і ваг (м. Сен-Клу, Франція) зберігається ще шість його копій за номерами: K1, 7, 8(41), 32, 43 та 47. Ще десять робочих копій (9, 31, 42′, 63, 77, 88, 91 та 650) для звичайного калібрування і дві (25 та 73) для спеціального використання, знаходяться також у Сен-Клу.
Понад 100 прототипів цього еталона також зберігаються в інших країнах як національні прототипи.

### Розмежування маси і ваги
Коли кілограм було затверджено як одиницю вимірювання, ще не було чіткого розуміння різниці між масою і вагою. Маса — характеристика інертних чи гравітаційних властивостей тіл. Перша властивість відображається у першому (швидкість тіл залишається незмінною доти, поки на них не подіє зовнішня сила) і другому законі Ньютона: a = F/m; тобто об'єкт масою m в 1 кг набуде прискорення a в 1 метр на секунду в квадраті, коли на цей об'єкт діє сила (чи рівнодійна усіх сил) в 1 ньютон, друга виражається законом всесвітнього тяжіння: гравітаційне притягування є прямо пропорційним добутку мас. Вага — це сила, з якою тіло діє на опору або підвіс. Маса тіла однакова в будь-якому місці на Землі, тоді як його вага залежить від сили тяжіння, тобто, відрізнятиметься. Вона залежить від географічної широти й довготи, висоти над рівнем моря і навіть від порід, що залягають під поверхнею у визначеному місці.
З метою усунення плутанини, що існувала на той час, I Генеральна конференція мір і ваг (1889) затвердила міжнародний прототип кілограма як прототип одиниці маси. У рішеннях 3-ї Генеральної конфереції мір і ваг чітко розмежовано кілограм як одиницю сили та кілограм як одиницю маси.
Існує також окреме фундаментальне фізичне питання про рівність інерційної та гравітаційної мас, але в контексті визначення еталона кілограма воно не суттєве.

### Точність еталона

Зміна маси національних прототипів кілограма K21–K40 та сестринських копій K32 і K8(41) з часом відносно міжнародного прототипу. Усі вимірювання подано як відносні. Вимірювань маси, що свідчили б про те, який із прототипів найстабільшіший щодо природних інваріантів, немає. Існує імовірність, що всі прототипи збільшили свою масу за 100 років, а K21, K35, K40 та міжнародний прототип набрали меншу масу, ніж інші.

Точність відтворення одиниці маси — кілограма — з допомогою прототипу кілограма здебільшого задовольняє запити сучасної науки й техніки (відносна похибка не перевищує 2·10−8). Проте перспективи їх розвитку потребують подальшого підвищення точності відтворення одиниць маси. Крім того, зруйновність та невідтворюваність міжнародного прототипу кілограма залишає в центрі уваги метрологів проблему встановлення природної міри для кілограма.
У результаті останнього (на 2005 рік) зіставлення копій та еталона кілограма було виявлено, що спільний еталон (який перебуває в Парижі) поважчав на 28 мікрограмів. З огляду на це, а також задля встановлення стабільного еталона маси, було запропоновано кілька варіантів заміни еталона кілограма на надійніший (наприклад, задаючи кількість атомів у кристалі якого-небудь хімічного елемента чи через одиниці енергії, або за допомогою так званих «обернених ампер-вагів»).
Інший напрям розв'язання цієї проблеми полягав у розробленні та створенні зразків маси одноізотопного складу. Здійснені дослідження показали реальну можливість відтворення одиниці маси з точністю, що набагато перевищує будь-які практичні потреби.

### Пропозиції нового еталону
До 2018 року кілограм залишався єдиною одиницею SI, визначеною за допомогою артефакту. Раніше такою ж одиницею був метр, але потім він був перевизначений через інваріантну фізичну сталу (довжину хвилі світла, випроміненого криптоном), таким чином одиницю довжини стало можливим відтворити в різних лабораторіях світу, користуючись інструкціями. На 94 конференції Міжнародного комітету мір і ваг 2005 року була прийнята рекомендація, що схожу процедуру потрібно провести з кілограмом.
У жовтні 2010 року Міжнародний комітет мір і ваг проголосував резолюцію, яка закликала перевизначити кілограм так, щоб він визначався через сталу Планка, значення якої фіксувалося б точно. Резолюція була прийнята XXIV Генеральною конференцією мір і ваг в жовтні 2011 року, а крім того дата XV конференції була перенесена з 2015 на 2014 рік. Таке визначення теоретично дозволяє будь-якому приладу, здатному визначити кілограм через сталу Планка з потрібною точністю і стабільністю, стати новим еталоном. Таку здатність мають, наприклад, ватові терези.

## Кратні й частинні одиниці кілограма
З історичних причин, назва «кілограм» уже містить десятковий префікс «кіло», тому кратні й частинні одиниці утворюють, шляхом приєднання стандартних префіксів SI до назви або позначення одиниці вимірювання «грам» (яка у системі SI сама є частинною: 1 г = 10−3 кг).
Замість мегаграма (1000 кг), зазвичай, використовують одиницю вимірювання «тонна».
У визначеннях потужності атомних бомб у тротиловому еквіваленті замість гігаграма застосовується кілотонна, замість тераграма — мегатонна.
| Кратні                                                                                | Кратні    | Кратні     | Кратні     | Частинні | Частинні  | Частинні   | Частинні   |
| Величина                                                                              | Назва     | Позначення | Позначення | Величина | Назва     | Позначення | Позначення |
| ------------------------------------------------------------------------------------- | --------- | ---------- | ---------- | -------- | --------- | ---------- | ---------- |
| 101 г                                                                                 | декаграм  | даг        | dag        | 10−1 г   | дециграм  | дг         | dg         |
| 102 г                                                                                 | гектограм | гг         | hg         | 10−2 г   | сантиграм | сг         | cg         |
| 103 г                                                                                 | кілограм  | кг         | kg         | 10−3 г   | міліграм  | мг         | mg         |
| 106 г                                                                                 | мегаграм  | Мг         | Mg         | 10−6 г   | мікрограм | мкг        | µg         |
| 109 г                                                                                 | гігаграм  | Гг         | Gg         | 10−9 г   | нанограм  | нг         | ng         |
| 1012 г                                                                                | тераграм  | Тг         | Tg         | 10−12 г  | пікограм  | пг         | pg         |
| 1015 г                                                                                | петаграм  | Пг         | Pg         | 10−15 г  | фемтограм | фг         | fg         |
| 1018 г                                                                                | ексаграм  | Ег         | Eg         | 10−18 г  | атограм   | аг         | ag         |
| 1021 г                                                                                | зетаграм  | Зг         | Zg         | 10−21 г  | зептограм | зг         | zg         |
| 1024 г                                                                                | йотаграм  | Йг         | Yg         | 10−24 г  | йоктограм | йг         | yg         |
| застосовувати не рекомендовано не застосовуються або рідко застосовуються на практиці |           |            |            |          |           |            |            |

## Співвідношення з іншими одиницями маси
| 1 технічна одиниця маси (kgt) = 9,80665 кг                               |
| 1 гамма (γ) = 1×10−9 кг = 1 мкг                                          |
| 1 гран (gr) ≈ 6,479891×10−5 кг                                           |
| 1 скрупул (scr)≈ 1,295978×10−3 кг                                        |
| 1 пенівейт (dwt) ≈ 1,555174×10−3 кг                                      |
| 1 драхма брит. (dr, dr.av) ≈ 1,77184×10−3 кг                             |
| 1 фармаційна драхма (dr ap) ≈ 2,1943×10−3 кг                             |
| 1 тройська унція (oz, ozt) ≈ 3,11035×10−2 кг                             |
| 1 брит. унція (oz) ≈ 2,8349523×10−2 кг                                   |
| 1 тонна пробірна коротка (short assay ton, AT) ≈ 2,916667×10−2 кг        |
| 1 тонна пробірна довга (long assay ton, AT) ≈ 3,26667×10−2 кг            |
| 1 фунт торговельний брит. (lb, lb.av) ≈ 0,45359237 кг                    |
| 1 фунт фармаційний і тройський (lb.ap, lb.tr) ≈ 0,3732417 кг             |
| 1 слаг (slug) = 14,5939 кг                                               |
| 1 стоун (stone) = 6,35029318 кг                                          |
| 1 квартер (qr, qr.av) ≈ 12,7006 кг                                       |
| 1 центнер короткий (американський) (cwt) = 45,359237 кг                  |
| 1 центнер довгий (англійський або лондонський) (sh cwt) = 50,80234544 кг |
| 1 довга (англійська) тонна (ton, long ton) = 1016,0469088 кг             |
| 1 коротка (американська) тонна (ton, short ton) = 907,18474 кг           |

## Виноски
1. ↑  6.5.2 // Quantities and units—Part 1: General — 1 — ISO, 2009. — P. 17. — 41 p.
2. ↑  International Recommendation R 52 - Hexagonal weights - Metrological and technical requirements (PDF). International Organization of Legal Metrology. 2004. Архів оригіналу (PDF) за 31 липня 2017. Процитовано 28 грудня 2012.
3. ↑  Unit of mass (kilogram). SI Brochure: The International System of Units (SI) [8th edition, 2006; updated in 2014] (англ.). BIPM. Архів оригіналу за 2 січня 2021. Процитовано 11 листопада 2015.
4. ↑  Mirandés, Estefanía de; Barat, Pauline; Stock, Michael; Milton, Martin J. T. (2016). Calibration campaign against the international prototype of the kilogram in anticipation of the redefinition of the kilogram, part II: evolution of the BIPM as-maintained mass unit from the 3rd periodic verification to 2014. Metrologia (англ.). Т. 53, № 5. с. 1204. doi:10.1088/0026-1394/53/5/1204. ISSN 0026-1394. Процитовано 16 листопада 2018.
5. ↑  Weule, Genelle (16 листопада 2018). If you thought a kilogram weighed a kilogram, you were wrong (and the definition is about to change). ABC News (en-AU) . Архів оригіналу за 17 листопада 2018. Процитовано 16 листопада 2018.
6. ↑  SI Brochure: The International System of Units (SI). BIPM, 9th edition, 2019.
7. ↑  ДСТУ ISO 80000-1:2016 Величини та одиниці. Частина 1. Загальні положення (ISO 80000-1:2009; ISO 80000-1:2009/Cor.1:2011, IDT)
8. ↑   94th Meeting of the International Committee for Weights and Measures (2005) Recommendation 1: Preparative steps towards new definitions of the kilogram, the ampere, the kelvin and the mole in terms of fundamental constants [Архівовано 7 серпня 2011 у Wayback Machine.]
9. ↑  Historic Vote Ties Kilogram and Other Units to Natural Constants. Архів оригіналу за 29 травня 2019. Процитовано 25 березня 2021.
10. ↑  Fowler, HW; Fowler, FG (1964). The Concise Oxford Dictionary. Oxford: The Clarendon Press.
11. ↑  Décret relatif aux poids et aux mesures du 18 germinal an 3 (7 avril 1795) [Decree of 18 Germinal, year III (7 April 1795) regarding weights and measures]. Grandes lois de la République (French) . Digithèque de matériaux juridiques et politiques, Université de Perpignan. Архів оригіналу за 7 січня 2012. Процитовано 3 листопада 2011.
12. ↑  Kilogram. Oxford English Dictionary. Oxford University Press. Архів оригіналу за 10 травня 2013. Процитовано 3 листопада 2011.
13. ↑  Kilogram. Oxford Dictionaries. Архів оригіналу за 10 травня 2013. Процитовано 3 листопада 2011.
14. ↑  Spelling of "gram", etc. Weights and Measures Act 1985. Her Majesty's Stationery Office. 30 жовтня 1985. Архів оригіналу за 21 грудня 2011. Процитовано 6 листопада 2011.
15. ↑  kilo (n1). Oxford English Dictionary (вид. 2nd). Oxford: Oxford University Press. 1989. Процитовано 8 листопада 2011.
16. ↑  kilo (n2). Oxford English Dictionary (вид. 2nd). Oxford: Oxford University Press. 1989. Архів оригіналу за 21 липня 2015. Процитовано 8 листопада 2011.
17. ↑  Style Guide (PDF). The Economist. 7 січня 2002. Архів оригіналу (PDF) за 10 травня 2013. Процитовано 8 листопада 2011.
18. ↑  kilogram, kg, kilo. Termium Plus. Government of Canada. Архів оригіналу за 10 травня 2013. Процитовано 6 листопада 2011.
19. ↑  kilo. How Many?. Архів оригіналу за 28 жовтня 2011. Процитовано 6 листопада 2011.
20. ↑  29th Congress of the United States, Session (13 травня 1866). H.R. 596, An Act to authorize the use of the metric system of weights and measures. Архів оригіналу за 10 травня 2013. Процитовано 19 вересня 2017.
21. ↑  Metric System of Measurement:Interpretation of the International System of Units for the United States; Notice (PDF). Federal Register. United States Department of Commerce. 63 (144): 40340. 28 липня 1998. Архів оригіналу (PDF) за 15 жовтня 2011. Процитовано 10 листопада 2011. Obsolete Units As stated in the 1990 Federal Register notice,
22. ↑  May 1790 Proposal Talleyrand. Архів оригіналу за 11 вересня 2018. Процитовано 8 квітня 2021.
23. ↑  Rapport March 17, 1791 Ten millionth of meridian. Архів оригіналу за 6 травня 2021. Процитовано 8 квітня 2021.
24. ↑  Rapport july 11, 1792 Introduction of the names metre, deci-centi-milli. Архів оригіналу за 6 травня 2021. Процитовано 8 квітня 2021.
25. ↑  Decree of August 1, 1793. Архів оригіналу за 10 вересня 2018. Процитовано 8 квітня 2021.
26. ↑  Guyton; Lavoisier; Monge; Berthollet та ін. (1792). Annales de chimie ou Recueil de mémoires concernant la chimie et les arts qui en dépendent. Т. 15—16. Paris: Chez Joseph de Boffe. с. 277.
27. ↑  Instructions abrégée sur les mesures déduites de la grandeur de la terre et sur les calculs relatifs à leur division décimale, 1793: gravet, bar. Архів оригіналу за 23 грудня 2017. Процитовано 8 квітня 2021.
28. ↑  Застарілу одиницю бар (1000 кг), використовувану між 1793 і 1795 рр., не слід плутати з одиницею тиску, яка була введена в 1909 р. (1 бар=100 кПа).
29. ↑  Decree on weights and measures. 7 квітня 1795. Архів оригіналу за 12 травня 2011. Процитовано 5 лютого 2011. Gramme, le poids absolu d'un volume d'eau pure égal au cube de la centième partie du mètre , et à la température de la glace fondante.
30. ↑  Застарілий префікс метричної системи, який означає множення на 104.
31. ↑  Прототип № 8(41) випадково був проштампований номером 41, але його аксесуари носили правильний номер 8. Оскільки прототип з позначкою 8 відсутній, цей прототип називається 8(41)
32. ↑  Davis, Richard (2003-12). The SI unit of mass. Metrologia. Т. 40, № 6. с. 299—305. doi:10.1088/0026-1394/40/6/001. ISSN 0026-1394. Процитовано 20 грудня 2024.
33. ↑  Номери 42 ', 77 і 650 називаються «стандартами», а не «прототипами» через дещо занижену масу отриману при виготовленні. Не зважаючи на те, що їх маса менша від номінальної на понад 1 мг, вони ідентичні до прототипів і використовуються під час звичайного калібрування
34. ↑  Stock, Michael; Barat, Pauline; Davis, Richard S.; Picard, Alain; Milton, Martin J. T. (24 березня 2015). Calibration campaign against the international prototype of the kilogram in anticipation of the redefinition of the kilogram part I: comparison of the international prototype with its official copies. Metrologia. 52 (2): 310—316. Bibcode:2015Metro..52..310S. doi:10.1088/0026-1394/52/2/310. Архів оригіналу за 2 квітня 2017. Процитовано 21 вересня 2017.
35. ↑  Calibration and characterization certificates: Mass [Архівовано 22 жовтня 2012 у Wayback Machine.] на сайті Міжнародного бюро мір і ваг (англ.)
36. ↑  G. Girard (1994). The Third Periodic Verification of National Prototypes of the Kilogram (1988–1992). Metrologia. 31 (4): 317—336. doi:10.1088/0026-1394/31/4/007.
37. ↑  
Recommendation 1: Preparative steps towards new definitions of the kilogram, the ampere, the kelvin and the mole in terms of fundamental constants (PDF). 94th meeting of the International Committee for Weights and Measures. October 2005. с. 233. Архів оригіналу (PDF) за 7 серпня 2011. Процитовано 3 листопада 2011.
38. ↑  NIST Backs Proposal for a Revamped System of Measurement Units. Nist.gov. Архів оригіналу за 19 березня 2011. Процитовано 3 квітня 2011.
39. ↑  Ian Mills (29 вересня 2010). Draft Chapter 2 for SI Brochure, following redefinitions of the base units (PDF). CCU. Архів оригіналу (PDF) за 10 січня 2011. Процитовано 1 січня 2011.
40. ↑  Resolution 1 - On the possible future revision of the International System of Units, the SI (PDF). 24th meeting of the General Conference on Weights and Measures. Sèvres, France. 17 - 21 October 2011. Архів оригіналу (PDF) за 13 січня 2012. Процитовано 25 жовтня 2011.
41. ↑  General Conference on Weights and Measures approves possible changes to the International System of Units, including redefinition of the kilogram (PDF) (Пресреліз). Sèvres, France: Генеральна конференція мір і ваг. 23 жовтня 2011. Архів оригіналу (PDF) за 9 лютого 2012. Процитовано 25 жовтня 2011.
42. 1 2  Cardarelli, François Encyclopaedia of Scientific Units, Weights and Measures: Their SI Equivalences and Origins, London: Springer, 2003. — ISBN 978-1-4471-1122-1
43. 1 2  Russ Rowlett. How Many? A Dictionary of Units of Measurement (англ.). University of North Carolina at Chapel Hill. Архів оригіналу за 30 травня 2010. Процитовано 22 жовтня 2010.